# Orașul metropolitan Cagliari
Orașul metropolitan Cagliari este o entitate administrativă în regiunea Sardinia în Italia din 2016.